# Airbus

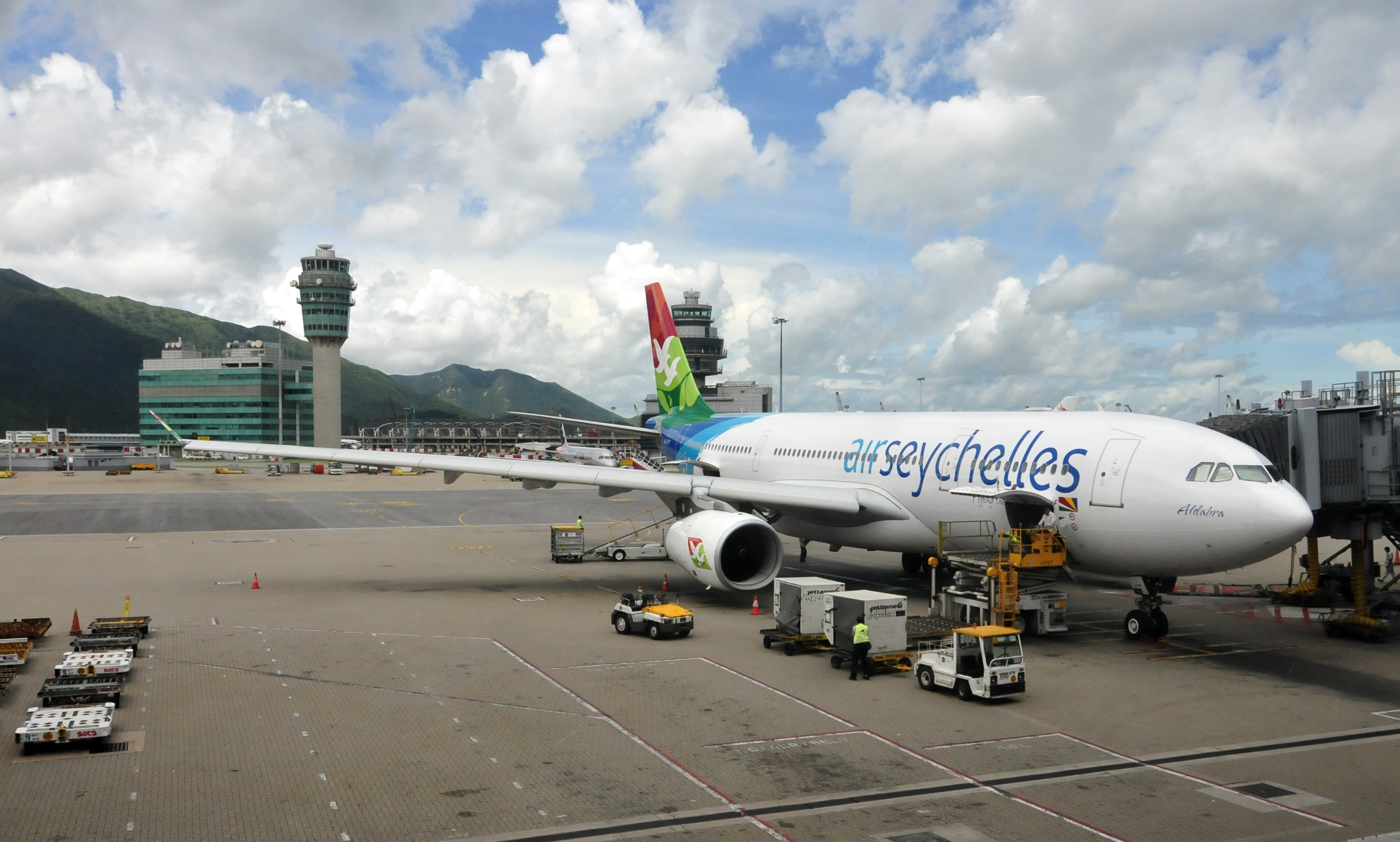
Egy A330-200 az Air Seychelles színeiben (Hongkong, 2013)

Az Airbus a világ legnagyobb repülőgépgyártója, valamint a vezető helikoptergyártója. Az Airbus S.A.S. egy repülőgépgyártó vállalat, melynek székhelye a franciaországi Toulouse városában van. 2001-től a vállalat a francia törvények szerint egyszerűsített részvénytársaság vagy „S.A.S.” (Société par Actions Simplifiée – Egyszerűsített Részvénytársaság). Az Airbust korábban Airbus Industrieként ismerték, manapság egyszerűen csak Airbusnak szokták nevezni.
A cég több, mint 126000 embert foglalkoztat öt európai országban: Franciaországban, Németországban, Spanyolországban, Egyesült Királyságban és Magyarországon. A repülőgépek gyártása Toulouseban (Franciaország) és Hamburgban (Németország) folyik.

## Történelem
Az Airbus Industrie pályafutását európai repülőgépgyárak (Hawker Siddeley, Aérospatiale, Deutsche Airbus, Fokker VFW, CASA) konzorciumaként kezdte. Az Airbust a Boeing és a McDonnell Douglas cégek óriási piaci részesedésének csökkentésére hozták létre, és az 1960-as évekre a konzorcium elég nagy lett ahhoz, hogy ellenfeleivel konkuráljon.
1967 szeptemberében a brit, francia és német kormányok aláírták a Megállapodás Jegyzőkönyvét (Memorandum of Understanding – MoU), ezzel megkezdődött a 300 üléses Airbus A300-as gyártása a cég első modelljeként. Ez volt akkoriban a második legnagyobb repülőgépgyártó program Európában a Concorde után. Az első hivatalos bejelentés az új repülőgép gyártásáról 1967 júliusában történt meg, de a helyzeten rontott a British Aircraft Corporation, amely saját maga szeretett volna hasonló repülőgépet gyártani, a BAC 3-11-et, amely a régebbi BAC 1-11 továbbfejlesztett változata lett volna. A brit kormány azonban megvonta a BAC 3-11 kifejlesztésére szánt támogatást, és ezt inkább az Airbusnak adta.
A megegyezés utáni hónapokban két probléma is felmerült: az első az volt, hogy mind a brit, mind a francia kormány kételkedett a program sikerességében, a másik pedig az, hogy a repülőgép legyártásához új hajtómű tervezésére lett volna szükség (ezt a Rolls-Royce készítette volna el). 1968 decemberében viszont a Sud Aviation és a Hawker Siddeley egy új repülőgéptervet dolgozott ki, a 250 üléses Airbus A250-es tervét, amely később az A300B nevet kapta. Ez a gép nem igényelt új hajtóműveket, így jelentősen csökkent a fejlesztés költsége.
1969-ben valósággal sokkolta a brit kormány társait azzal, hogy kilépett a programból. Emiatt a francia és a német félnek kellett legyártania a repülőgép szárnyait is. 1978-ban azonban Nagy-Britannia ismét belépett a konzorciumba, amikor is a British Aerospace (amely a British Aircraft Corporation, a BAC és a Hawker Siddeley egyesülésével keletkezett) megvásárolt 20% részesedést az Airbusból.
|  | Aérospatiale (Megalakult 1970) |
|  |                                |
|  | Matra (Alapítva 1937-ben)      |
|  |                                |

|  | Daimler-Benz's aerospace interests                   |
|  |                                                      |
|  | MTU München (Alapítva 1934-ben)                      |
|  |                                                      |
|  | Dornier Flugzeugwerke (Alapítva 1922-ben)            |
|  |                                                      |
|  | Messerschmitt–Bölkow–Blohm (MBB) (Alapítva 1968-ban) |
|  |                                                      |

|  | Aérospatiale (Megalakult 1970) |
|  |                                |
|  | Matra (Alapítva 1937-ben)      |
|  |                                |

|  | Daimler-Benz's aerospace interests                   |
|  |                                                      |
|  | MTU München (Alapítva 1934-ben)                      |
|  |                                                      |
|  | Dornier Flugzeugwerke (Alapítva 1922-ben)            |
|  |                                                      |
|  | Messerschmitt–Bölkow–Blohm (MBB) (Alapítva 1968-ban) |
|  |                                                      |

|  | Aérospatiale (Megalakult 1970) |
|  |                                |
|  | Matra (Alapítva 1937-ben)      |
|  |                                |

|  | Daimler-Benz's aerospace interests                   |
|  |                                                      |
|  | MTU München (Alapítva 1934-ben)                      |
|  |                                                      |
|  | Dornier Flugzeugwerke (Alapítva 1922-ben)            |
|  |                                                      |
|  | Messerschmitt–Bölkow–Blohm (MBB) (Alapítva 1968-ban) |
|  |                                                      |

|  | Aérospatiale (Megalakult 1970) |
|  |                                |
|  | Matra (Alapítva 1937-ben)      |
|  |                                |

|  | Daimler-Benz's aerospace interests                   |
|  |                                                      |
|  | MTU München (Alapítva 1934-ben)                      |
|  |                                                      |
|  | Dornier Flugzeugwerke (Alapítva 1922-ben)            |
|  |                                                      |
|  | Messerschmitt–Bölkow–Blohm (MBB) (Alapítva 1968-ban) |
|  |                                                      |

## Termékek

### Civil termékek
Az Airbus első repülőgépe az A300-as volt, amely a világ első kéthajtóműves, kétfolyosós repülőgépeként vonult be a repülés történetébe. Az A300-as rövidített változata, az A310-es 1982-ben szállt fel először. Ezeknek a gépeknek a sikertelensége miatt döntött az Airbus az A320-as megépítése mellett, amelyben elsőként használtak fly-by-wire irányítórendszert.
2005-ben az Airbus legyártotta a világ legnagyobb utasszállító repülőgépét, az Airbus A380-ast. Ezek mellett még az A330, az A321, az A319, működik mint utasszállító, valamint még a legújabb A350. Az A380-asnak van egy úgynevezett ,,kistestvére" az A340 (amit csak azért becéznek kis tesónak, mert ez az Airbus másik négyhajtóművese, csak kisebb az A380-nál.)   
Teherszállítás
Ezen a téren jelenleg két géptípus működik. Ezek közül a civil-teherszállításhoz az Airbus A300-600ST tartozik. Érdekes alakjával több rekord könyvbe is bekerült, valamint több rekordot is felállítottak vele. A másik típust csak katonasági célokra használják. Ez az Airbus A330-200 MRTT.

### Katonai termékek
A vállalat leghíresebb és legkétségesebb katonai repülőgépe az A400M teherszállító repülőgép. Ez a teherszállításon kívül csapatszállításra is alkalmas(bár az utóbbi időben egyre több olyan hír terjeng, hogy kezdenek elöregedni, és állítólag az irányításával is gondok szoktak akadni). Másik híres katonai gépük az A330-200 MRTT. Ez a gép csapatszállításra és teherszállításra is alkalmas, bár főként utántöltőgépnek szokták használni.

## Versengés a Boeinggal
A tőzsdéken, a levegőben és az aszfalton is versenyben van e két vállalat. Utasszállításban az A380 és a Boeing 747 áll versenyben. Katonasági téren az A330-200 MRTT és a Boeing C–17 Globemaster áll ,,harcban". Az új A350 és a Boeing 787-ese jelenleg a két új vetélytárs (egymás számára). A legújabb adatok szerint az Airbus kezdi leelőzni a Boeinget.
A fontosabb vetélytársak: 
- Airbus A320/A319/A318 - Boeing 737

- Airbus A319neo/A320neo/A321neo - Boeing 737 MAX

- Airbus A330/A340 - Boeing 777

- Airbus A321 - Boeing 757

- Airbus A350 XWB - Boeing 787 Dreamliner

- Airbus A380 - Boeing 747

(Az Airbus típusokon belül is vannak idézőjeles versengések. Ilyen például a 320-as és a 319-es egymás elleni tesztelése).
A versengés a helikopter gyártás terén is folyik, ugyanis mind a két cég gyárt civil és katonai, ember és teherszállító helikoptereket.

## Fordítás
Ez a szócikk részben vagy egészben  az   Airbus című angol Wikipédia-szócikk fordításán alapul.  Az eredeti cikk szerkesztőit annak laptörténete sorolja fel. Ez a jelzés csupán a megfogalmazás eredetét és a szerzői jogokat jelzi, nem szolgál a cikkben szereplő információk forrásmegjelöléseként.